# Ràdio Estel
Ràdio Estel es una cadena de radio de Cataluña, España. Es propiedad de la Fundació Missatge Humà i Cristià, entidad vinculada al Arzobispado de Barcelona y está asociada con Ràdio Principat, emisora del Obispado de la Seo de Urgel, lo que le permite tener cobertura en Lérida, el norte de Cataluña y Andorra.  Inició sus emisiones en 1994. Es equivalente a la Radio María España por ser una emisora de la Iglesia católica.

## Historia
Aunque la primera concesión para poner en marcha una emisora de radio en frecuencia modulada al Arzobispado de Barcelona fue adjudicada 1986, el proyecto tardó varios años en materializarse. Según algunos autores, su origen estuvo motivado por los desencuentros entre el arzobispo de Barcelona, Ricard Maria Carles y la cadena radiofónica de la Conferencia Episcopal Española, la COPE, por la actitud hostil de esta respecto a la lengua catalana y Cataluña. Otros autores añaden como motivo el progresivo cambio de modelo programático de la COPE, cada vez más cercano a la radio comercial convencional, lejos de su finalidad original de ofrecer servicios religiosos.
En este contexto, y bajo el impulso de Joan Carrera, obispo auxiliar de Barcelona y, a su vez, presidente de la Fundació Missatge Humà i Cristià, el 8 de julio de 1994 se iniciaron las emisiones en pruebas en Ràdio Estel en Barcelona, por el 106.6 FM. La inauguración oficial tuvo lugar el 28 de octubre de ese año, en un acto presidido por el arzobispo de Barcelona, Ricard Maria Carles, y el presidente del Parlamento de Cataluña, el democristiano Joaquim Xicoy. Santiago Ramentol fue el primer director de Ràdio Estel, que en sus primeros años compartió estudios con otra pequeña emisora barcelonesa, Ràdio Salut, en el número 460 de la avenida Diagonal.
Por su parte, desde 1991 el Obispado de la Seo de Urgel también disponía de una concesión para emitir en frecuencia modulada, que tuvo cedida a una empresa privada hasta que en 1996 puso en marcha Ràdio Principat. En 1998 Ràdio Principat se asociació definitivamente con Ràdio Estel, pasando a emitir en cadena, salvo algunas horas de desconexión para programación local. Paralelamente, Ràdio Principat puso en marcha un repetidor en el Principado de Andorra (107.5 FM).

## Programas
Programa corto y sencillo que repiten un par de veces a lo largo de la jornada. Consiste en comentar el Evangelio del día que, previamente, se ha leído. Un aspecto interesante de estos comentarios es que, al igual que los sillones de la Academia de la Lengua están asignados por letras, aquí son los días del mes los ofrecidos a diferentes personas o instituciones de iglesia. Al Santuario de San José de la Montaña nos han propuesto responsabilizarnos de los días "ocho"..La Primera Hora con Merce Raga i Joan Triass es el programa informativo de 8h a 10h de lunes a viernes. En este programa también hay una colaboración de Marina de la Cruz en la sección "De la Cru contra el dejavu", donde se hace repaso a las novedades musicales.  En 2019 se estrena Ciquanters con Sergi Mas
En la actualidad tiene acuerdos con Radio María España y Familia Mundial de Radio María para la emisión de programación de índole católico y religioso.

## Frecuencias de Ràdio Estel
La cadena Estel cuenta con diez frecuencias repartidas por Cataluña, España, junto a otra en Andorra. La titularidad de dichas frecuencias se la reparten la archidiócesis de Barcelona (mediante la Fundació Missatge Humà i Cristià), la diócesis de Urgel (mediante Ens de Comunicacions, SL) y la diócesis de Gerona. Todas las frecuencias funcionan como repetidores de la programación que se emite desde Barcelona excepto las de la diócesis de Urgel, que emiten con el nombre de Ràdio Principat y ofrecen algunas horas de programación propia en desconexión de la cadena.
 Provincia de Barcelona
- Barcelona: 106.6 FM
- Collsuspina: 91.3 y 98.4 FM
- Manresa: 93.7 FM
- Sitges: 96.8 FM

 Provincia de Gerona
- Gerona: 103.4 FM
- Puigcerdá: 104.4 FM

 Provincia de Lérida
- Bosost: 106.0 FM
- Lérida: 91.5 FM

 Provincia de Tarragona
- Tarragona: 100.6 FM
- Tortosa: 90.1 FM

Principado de Andorra: 107.5 FM